# New Super Mario Bros. 2
|  | Aquest article tracta sobre la entrega per a Nintendo 3DS. Si cerqueu la segona entrega de la sèrie per a Wii, vegeu «New Super Mario Bros. Wii». |

New Super Mario Bros. 2 (New スーパーマリオブラザーズ 2, Nyū Sūpā Mario Burazāzu Tsū) és un videojoc per a Nintendo 3DS. El joc és el tretzè joc de la sèrie Super Mario, el vuitè de la sèrie Super Mario Bros., i el tretzè dels New Super Mario Bros., després de l'entrega a DS i Wii.
El joc es va anunciar en una reunió d'inversors de finals de gener de 2012 per Satoru Iwata. El 21 d'abril, quan es va celebrar el segon Nintendo Direct de l'any, es va confirmar el logo i es van ensenyar unes quantes imatges. En l'E3 2012 es va ensenyar un tràiler i dies després la caràtula. El 22 de juny va sortir un tràiler d'informació i més tard un segon tràiler.
El joc va sortir el 28 de juliol al Japó, el 17 d'agost a Europa (el 24 en digital només a Itàlia), el 18 a Australàsia i el 19 a Amèrica, i actualment es pot adquirir comprant-lo a la botiga habitual o descarregant-lo mitjançant Nintendo eShop. A Corea del Sud va sortir el 6 de desembre de 2012, quan també van sortir els packs de Misty Pink, Cosmos Black i Ice White de Nintendo 3DS amb el joc instal·lat. A Hong Kong va sortir el 21 de juny de 2013.
A data de març de 2015, New Super Mario Bros. 2 havia venut 9.160.000 còpies a tot el món.

## Jugabilitat

Una de les primeres quatre imatges que es van donar a conèixer del joc el 21 d'abril de 2012, on hi apareix Raccoon Mario en el nivell 1-1. Fixeu-vos que hi ha un element beta actualment retirat: la X que hi ha en el comptador de monedes.

La jugabilitat de New Super Mario Bros. 2 és molt semblant a l'original de DS. El joc és en 2D, de desplaçament lateral, però inclou l'opció de transformar-se en els principals power-ups de Mario, en Raccoon Mario (que inclourà també la barra P-Charge) i en Gold Mario. Aquest nou power-up és una barreja de Mario de Foc i Mario Invencible, que es pot aconseguir amb la Flor Daurada, ja que si les boles que tira toquen als enemics (pintats en daurat en travessar l'arc daurat) o als blocs els transforma en monedes, el mateix que els Koopas (només si estan convertits en Koopas Daurats): al tirar-los van deixant monedes que es poden anar recollint en el nivell, fins que la closca desapareix. Aquests power-ups també són efectius amb Luigi (desbloquejat després de derrotar a Bowser en el món 6), també controlable simultàniament si ho prefereix, en un mode a part (i es pot completar el joc amb el mode dos jugadors). També Mario i Luigi poden entrar en un bloc que dona 10 monedes al treure-li les monedes, ja que si això passa i el personatge es va movent, va deixant monedes.
A part d'aconseguir arribar a la meta, New Super Mario Bros. 2 té un segon objectiu: arribar al milió de monedes aconseguides en tot el joc, ja que conté més monedes en els seus nivells que en qualsevol altre joc de la sèrie Mario. Per això també inclou el mode Coin Rush, en què els jugadors poden anar en tres nivells elegits a l'atzar per recollir el màxim monedes possible en una vida i desafiar a altres jugadors mitjançant StreetPass.
Igual que New Super Mario Bros., tornen les tres monedes estrella en cada nivell, a més a més d'aconseguir el Mini Xampinyó, la Flor de Foc i el Mega Xampinyó, que tindran el mateix efecte. A més a més New Super Mario Bros. 2 inclourà el Xampinyó Daurat, un tipus de xampinyó que donarà entre 50 i 100 monedes. També existeixen unes monedes especials que donen 100 monedes, i en el cas que surtin d'un bloc especial, seran monedes que donen 10, 20, 30, 40 i 50. Al perdre més de 3 vegades en un mateix nivell, apareixerà un bloc al principi o a la meitat que donarà una Flor Daurada, i així et convertiràs en Raccoon Blanc, que a diferència de l'original seràs invencible i de color blanc. Després d'aconseguir el milió de monedes l'usuari aconseguirà un títol de pantalla amb una estàtua de Mario Daurat. També tornaran els canons per anar a tres nous mons especials: World Mushroom, World Flower i World Star, i per anar a cada d'aquests es necessita un nombre de Monedes Estrella. En total hi ha sis mons principals i tres d'especials, en total 9.
El principal antagonista del joc no és el Bowser, sinó els seus fills, els Koopalings, igual que New Super Mario Bros. Wii, però Bowser Jr. no està entre ells. Alguns dels antagonistes són els caps de tres nous mons, que només apareixeran al mode Coin Rush. També tornen les torres, i el seu cap serà el grup de Reznors. Tot i així, Bowser serà el cap del món 6 i Bowser fals el de World Star.

## Argument
Els Koopalings han segrestat un cop més, la Princesa Peach, però en aquesta ocasió, Mario també té un segon objectiu. El Regne Xampinyó està més ple de monedes d'or que abans. Cada nivell està pintat d'or on les monedes plouen en les canonades, i hi formen camins de monedes que deixen enrere enemics d'or especials i les canonades que utilitza Mario per transportar-se, i això també passa en nivells subterranis. Tot depèn dels jugadors a recollir les monedes tant com sigui possible al llarg de la seva aventura.

## Rellançament físic
New Super Mario Bros. 2 va rebre a finals d'abril de 2014 un rellançament nord-americà que afegia vores vermelles a la caràtula. Nintendo va explicar en un moment que els videojocs amb vores de colors que no siguin blanques representen ser jocs molt famosos. També s'han rellançat Mario Kart 7 i Super Mario 3D Land amb el mateix propòsit i canvis.

## Contingut descarregable
Contingut de descàrrega es va començar a revelar en un Nintendo Direct Mini dedicat completament al joc mostrant els tres packs i els seus preus, juntament amb la data de llançament.

### Paquets Coin Rush
Els següents paquets també estan disponibles conjuntament:
- Els primers packs descarregables van sortir el 2 d'octubre de 2012 (4 a Amèrica) (Gold Rush Pack, Coin Challenge Pack A i Nerve-Wrack Pack)
- El 25 d'octubre de 2012 van sortir dos packs més (Gold Mushroom Pack i Coin Challenge Pack B)
- El 27 de novembre del mateix any va sortir un pack que contenia nivells originaris d'altres jocs de Mario (en 3 nivells, com tots els altres), anomenat Gold Classic Pack (Reto Retro), i va ser gratuït fins al 31 de gener de 2013.
- El 5 de desembre dos packs més (Coin Challenge Pack C i Platform Panic Pack)
- Els dos últims el 20 de desembre de 2012 (Mystery Adventures Pack i Impossible Pack).

## Desenvolupament

El logotip anunciat el 21 d'abril

En novembre de 2010, Miyamoto va anunciar que estava creant jocs de Mario en 2D i 3D. El (sense nom) Super Mario en 2D es va anunciar en una reunió d'inversors per Satoru Iwata a finals de gener de 2012. Iwata va dir al respecte:
| « | Encara no tenim logotip, però estem pensant de llançar un nou joc de desplaçament lateral de Super Mario en 2D que serà un joc clau per a la Nintendo 3DS en el pròxim any fiscal (és a dir, entre març del 2012 i març del 2013. | » |

Tres mesos després, el 21 d'abril de 2012, el joc es va tornar a ensenyar com a New Super Mario Bros. 2, que seria una seqüela directa de New Super Mario Bros. per a Nintendo DS, llançat l'any 2006. Allí es va confirmar el logo, es van ensenyar unes quantes imatges i també va ser quan es va confirmar que el joc es llançarà l'agost.
En l'E3 2012 es van confirmar les dates concretes per a Europa i EUA. Dies després, també, es va confirmar el disseny de la caixa per als EUA i posteriorment la del Japó i Europa. El 22 de juny es va confirmar la data japonesa i un tràiler d'informació. A principis de juliol també es va llançar un altre tràiler.
El 24 de juliol hi va haver una nova edició d'Iwata Pregunta en què parlaven del joc. Allí es va revelar que un dels noms que també havien proposat era New Super Mario Bros. Gold, ja que té moltes més zones secretes que els anteriors jocs Mario.
New Super Mario Bros. 2 és, també, el primer joc de Nintendo i de Mario que pot aconseguir contingut a través d'Internet.

## Recepció

### Crítica
El joc va estar puntuat amb un 78 de 100 per Metacritic en les seves crítiques i un 77,76%, també, de part de GameRankings, en les seves crítiques. Famitsu l'ha puntuat amb un 36/40 amb nous en les seves quatre reviews. Electronic Gaming Monthly l'ha puntuat amb un 9 de 10, dient que "aquesta perfecció de plataformes és el que fa tan divertits els jocs de Mario, i en aquest sentit, New Super Mario Bros. 2 definitivament té èxit amb la seva pròpia quota de secrets, objectes de col·lecció i de camins que poden ser desbloquejats en funció de com s'ha d'avançar a través del joc". Nintendo Life ha puntuat el joc amb 9 de 10 estrelles, dient que "és immensament divertit, presenta un disseny brillant dels nivells i ofereix repetir i jugar amb el joc durant setmanes". Computer and Video Games l'ha puntuat amb un 8 de 10, i IGN amb un 8,5 de 10. Destructoid l'ha puntuat amb un 7 de 10, Forbes un 8 de 10, GameSpot un 7 de 10 i G4 amb un 4 de 5. CheatCodes.com li va donar un 6,5 sobre 10, dient que eren "bastant segur que [ells] jugat a aquest joc ja", fent referència al fet que molts jocs de Mario jugar de manera similar.
La Official Nintendo Magazine l'ha puntuat amb un 90% però, fortament criticat el joc pels seus efectes 3D i la manca de progressió en la sèrie de Mario Bros, resumint que New Super Mario Bros. 2 és la definició mateixa d'amarg-dolç, trobar una mà i després treure amb l'altra. Al contrari és el joc de plataformes de desplaçament a 3DS i sí, és fins i tot millor que l'original New Super Mario Bros. però això va ser fa sis anys ara, i en aquest moment en què realment havia esperat que la sèrie hauria avançat una mica va estar en l'efecte 3D i el mode Coin Rush.
Tom Sykes de Nintendo Gamer va donar el joc 80 sobre 100, lloant les noves característiques, però, per criticar ha estat molt similar als seus predecessors. "Aquest és un joc de plataformes en 2D molt bp, però li falta l'espurna vital creativa que converteix un gran joc de plataformes 2D en un clàssic. Hem arribat a esperar més de seqüeles directes des de la línia principal jocs de Mario, i fins que aquesta generació no tenia realment un. Això és una decepció definitiva, però en el costat positiu, més NSMB no és negatiu. Amb el seu enfocament obsessiu en la recollida de moneda, NSMB2 fa un parell de coses de manera diferent al seu predecessor, però no prou per mantenir-se drets com el seu propi joc. És una peça bona per al joc original de DS, però, és probable que el que tingui una 3DS ara no li agradi tant."

### Vendes
Des del seu llançament al Japó, New Super Mario Bros. 2 va vendre 942.000 còpies, i el 17 d'agost només el 7% de les vendes totals representaven la versió digital.
Fins al setembre de 2013, el videojoc va vendre entre 406.000 i 1.850.000 unitats als Estats Units.
A data del 26 d'agost a l'1 de setembre, New Super Mario Bros. 2 va arribar a l'última posició del top 20 de vendes al Japó segons Media-Create.
A data de 12 d'abril de 2014, el joc era el setè videojoc de Nintendo 3DS més venut al Regne Unit.
A data de març de 2015, New Super Mario Bros. 2 havia venut 9.160.000 còpies a tot el món.
Fins al 30 de juny de 2015 va vendre 9,30 M a tot el món, convertint-se en el cinquè joc més venut per a 3DS a nivell mundial.

### Premis i nominacions
New Super Mario Bros. 2 va ser nominada a "Millor Joc de Portàtils" a la 10a Premis anuals de Videojocs Spike.

### Mercaderia
Takara Tomy ARTS llançarà al Japó uns taps per ampolles basades en gorres dels personatges de la saga Mario. Deu gorres, Mario i Luigi, Mario de Foc i Luigi de Foc, Raccoon Mario i Fox Luigi, Mario Daurat i Luigi Plata i Mario Raccoon Blanc i Luigi Raccoon Blanc, cadascuna de 50 mm d'amplada, estan basades en l'aspecte al joc New Super Mario Bros. 2, i sortiran a principis de desembre de 2013 pel preu de 10 iens (0,10 euros) cadascun.
A les màquines càpsula japoneses s'hi va afegir l'octubre de 2014 una col·lecció de clauers basats en New Super Mario Bros. 2.
Els que van reservar el joc abans del seu llançament a Europa (17 d'agost) o a Austràlia (18 d'agost) van aconseguir una reproducció de la moneda per allí guardar-hi qualsevol cartutx de videojoc. La promoció per a Europa estava en les botigues GAME.co.uk i a Austràlia per EB Games.
Epoch llançà al Japó el New Super Mario Bros. 2 Coin Adventure Game que, amb data de llançament de mitjans d'abril, és un joc de taula basat en New Super Mario Bros. 2.

### Màrqueting
Nintendo of Europe va llançar el 4 de juliol el primer pack especial de Nintendo 2DS que inclou New Super Mario Bros. 2 a part de la consola en una edició Blanc + Vermell, així com tots els desafiaments "Fiebre del oro" desbloquejats, el New Super Mario Bros. 2 Special Edition. També va sortir en colors Black + Blue, en una edició Mario White a Amèrica del Nord i en una edició Red + Black amb un estampat amb en Mario i elements de la sèrie única de Wal-Mart que va sortir el 28 de novembre de 2014. L'edició especial s'anomena "New Super Mario Bros. 2 Gold Edition".
A Corea del Sud va sortir el 6 de desembre de 2012, quan també van sortir els packs de Misty Pink, Cosmos Black i Ice White de Nintendo 3DS amb el joc instal·lat.
El joc va ser un dels que podien bescanviar els usuaris del Club Nintendo nord-americà del 2 de febrer de 2015 fins que s'acabà el servei el 30 de juny de 2015. Costà 600 monedes.

### Llegat
Un escenari basat en New Super Mario Bros. 2 apareix en Super Smash Bros. for Nintendo 3DS, titulat "Golden Plains". Si un jugador acumula 100 monedes, el seu personatge es tornarà daurat, atorgant major poder d'atac i més resistència.